# Gayam (Ngasem)
Gayam is een bestuurslaag in het regentschap Bojonegoro van de provincie Oost-Java, Indonesië. Gayam telt 5821 inwoners (volkstelling 2010).